# Цицава, Варлам Отарович
Варлам Отарович Цицава (1908, Зугдидский уезд, Кутаисская губерния, Российская империя — неизвестно, село Октомбери, Зугдидский район, Грузинская ССР) — бригадир колхоза «Октомбери» Зугдидского района, Грузинская ССР. Герой Социалистического Труда (1948).

## Биография
Родился в 1908 году в крестьянской семье в Зугдидском уезде, в современном селе Октомбери. После окончания местной школы трудился в сельском хозяйстве. Во время коллективизации вступил в колхоз «Октомбери» Зугдидского района. В послевоенное время возглавлял полеводческую бригаду.
В 1947 году бригада под его руководством собрала в среднем с каждого гектара по 70,27 центнеров кукурузы с площади 6 гектаров. Указом Президиума Верховного Совета СССР от 21 февраля 1948 года удостоен звания Героя Социалистического Труда за «получение высоких урожаев кукурузы и пшеницы в 1947 году» с вручением ордена Ленина и золотой медали «Серп и Молот» (№ 812).
Этим же указом званием Героя Социалистического Труда были награждены председатель колхоза Валериан Николаевич Шамугия, звеньевые Иван Варламович Шамугия и Алексей Андреевич Цоцерия.
После выхода на пенсию проживал в селе Октомбери. С 1969 года — персональный пенсионер союзного значения. Дата смерти не установлена.